# Charles L. Griswold
Charles L. Griswold Jr. (* 24. August 1951) ist ein US-amerikanischer Philosoph und Philosophiehistoriker.
Nach dem Ph.D. an der Pennsylvania State University lehrte Griswold zunächst an der Howard University, bevor er 1991 an die Boston University wechselte. 2010 wurde er dort zum Borden Parker Bowne Professor of Philosophy ernannt. Inzwischen ist er emeritiert. Er hatte Gastprofessuren an der Yale University (1996) und der Université Paris 1 Panthéon-Sorbonne (2004) inne.
Griswold hat im Wesentlichen zu Sokrates und Platon, insbesondere dessen Dialog Phaidros, zu Jean-Jacques Rousseau und Adam Smith sowie zum Begriff der Vergebung veröffentlicht.

## Schriften (Auswahl)
- Jean-Jacques Rousseau and Adam Smith: a Philosophical Encounter. Routledge, London 2018, Paperback 2019. – Rezension von James R. Otteson, Notre Dame Philosophical Reviews 2018.03.08
- (Hrsg. mit David Konstan): Ancient Forgiveness: Classical, Judaic, and Christian. Cambridge University Press, Cambridge 2012. – Rezension von William E. Mann, Notre Dame Philosophical Reviews 2012.07.38
- Forgiveness: a Philosophical Exploration. Cambridge University Press, Cambridge 2007. – Rezension von Ernesto V. Garcia, Notre Dame Philosophical Reviews 2008.06.19
- Adam Smith and the Virtues of Enlightenment. Cambridge University Press, Cambridge 1999.
- (Hrsg.): Platonic Writings, Platonic Readings. Routledge, Chapman and Hall, London 1988; Nachdruck mit neuem Vorwort, ergänzender Bibliographie und Korrekturen, Pennsylvania State University Press, 2002.
- Self-knowledge in Plato’s Phaedrus. Yale University Press, 1986, Paperback 1988; Nachdruck mit neuem Vorwort und ergänzender Bibliographie, Pennsylvania State University Press, 1996.